# Synnøve Persen

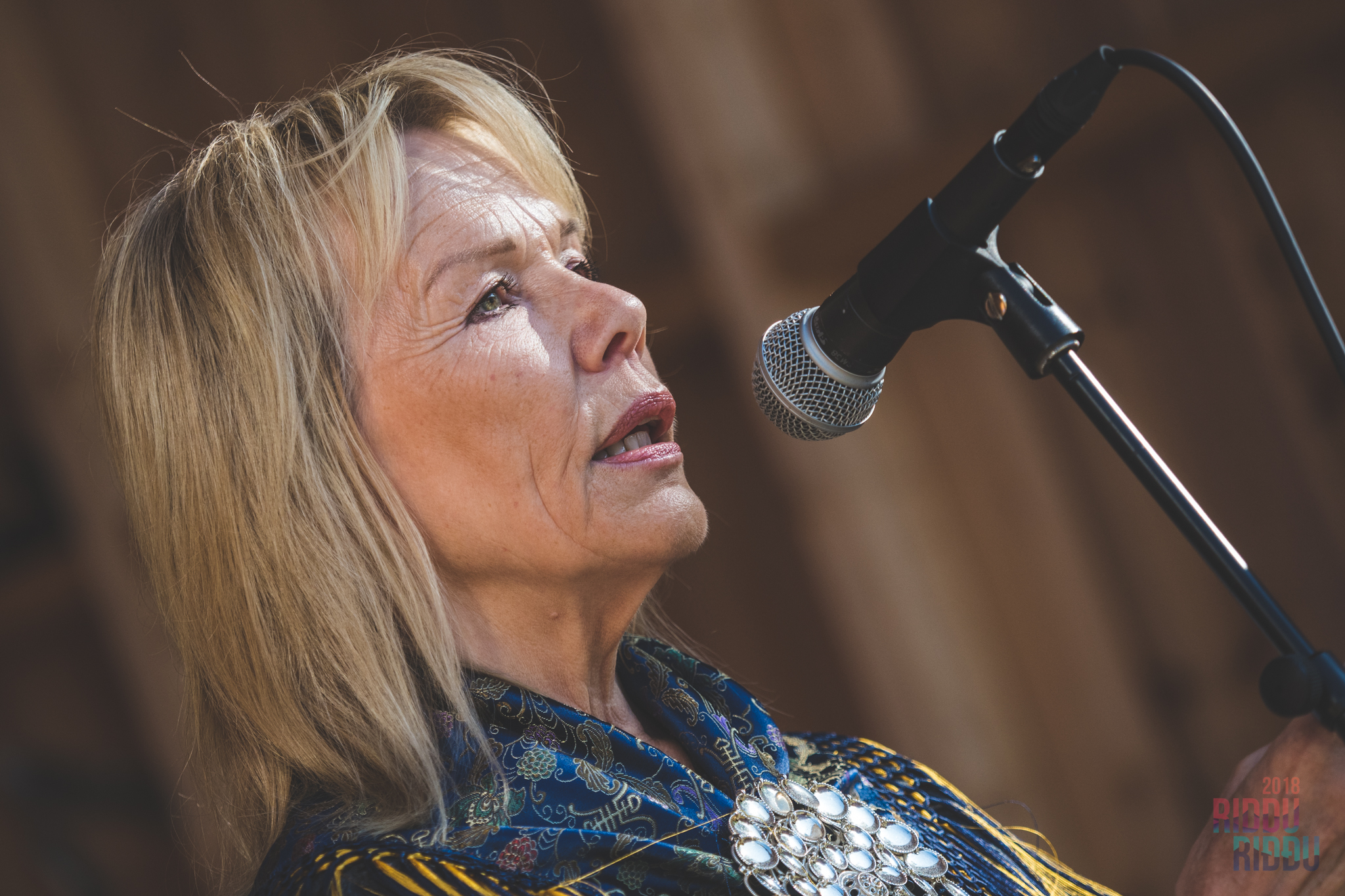
Synnøve Persen

Synnøve Persen (geboren am 22. Februar 1950) ist eine norwegisch-samische Künstlerin, Schriftstellerin und Aktivistin, die eine einflussreiche Rolle dabei gespielt hat, die samische Identität in die zeitgenössische Kunst zu bringen. Für ihre Lyrik wurde sie zweimal für den Literaturpreis des Nordischen Rates für das samische Sprachgebiet nominiert.

## Frühes Leben und studentischer Aktivismus
Persen wurde in Bevkop, Porsanger, Norwegen geboren. Sie absolvierte das Gymnasium in Alta, bevor sie zur Universität nach Oslo zog. Persen begann ihre künstlerische Ausbildung in den 1970er Jahren, zunächst an der Einar Granum Zeichen- und Malschule in Oslo, bevor sie an die Academy of Fine Art in Trondheim wechselte und 1978 ihren Abschluss an der Norwegischen Nationalen Akademie der Schönen Künste in Oslo machte.

Die erste inoffizielle samische Flagge

Als Studentin war Persen am wachsenden samischen Aktivismus während des Alta-Konflikts beteiligt. Sie beteiligte sich auch an dem Hungerstreik 1979 im Storting und war eine Stimme der politisch-künstlerischen Bewegung ČSV. Als Studentenprojekt entwarf Persen 1977 eine Flagge, um das samische Volk in ganz Skandinavien zu repräsentieren. Es wurde schnell von Demonstranten in ganz Norwegen als Symbol angenommen und wurde die erste, wenn auch inoffizielle, samische Flagge.

## Förderung der samischen Kunst
Ihr ganzes Leben lang hat Persen daran gearbeitet, die samische Identität und die zeitgenössische samische Kunst zu stärken. 1978 war sie eines der acht Gründungsmitglieder der Máze Group (Mázejoavku), auch bekannt als Sámi Dáidujoavku (Sámi Artist Group), die einen Raum für die samische Identität und Kultur als Teil der zeitgenössischen Kunst zu definieren und zu gestalten suchte.
Nach der Auflösung der Máze-Gruppe 1983 arbeitete Persen als Berater bei der Identifizierung und dem Ankauf samischer Kunst für das Sámiid Vuorká-Dávvira Sámi-Museum in Kárášjohka, das Nordnorsk Kunstmuseum in Tromsø, das Sijti Jarnge-Sámi-Kulturzentrum in Aarborte und die Samische Kunstsammlung der RiddoDuottarMuseat. Gleichzeitig leitete sie die Entwicklung der künstlerischen Curricula für die Samische Kunstgewerbsschule. Von 1997 bis 2001 war Persen Mitglied des Norwegischen Kunstrates und sie war in verschiedenen Komitees und Räten tätig, darunter im Sami Olympic Committee. Persen war maßgeblich an der Entwicklung der von den Mázejoavku gegründeten Sámi Artists und des Sámi Dáiddaguovddáš-Kunstzentrums beteiligt.

## Künstler und Dichter
Als Malerin und Dichterin verwendet Persen die Sápmi-Landschaft Nordnorwegens als Metapher für ihre Heimatkultur. Sie hat gesagt, dass die natürliche Landschaft sie dazu inspiriert, ihre Geschichte zu erzählen. Ihre Arbeiten wurden in zahlreichen Gruppen- und Einzelausstellungen in ganz Norwegen und im Ausland gezeigt. Öffentliche Kunstwerke wurden für mehrere Schulen und öffentliche Gebäude in Auftrag gegeben, darunter die Universität Tromsø und das NRK Sápmi. 1993 wurde ihr Gedichtband Biekkakeahtes Bálggis (Windless Path) für den Literaturpreis des Nordischen Rates für das samische Sprachgebiet nominiert. 2008 erhielt sie eine zweite Nominierung für Meahci Šuvas Bohciidit Ságat (Tales Spring up from Nature's Rush), eine weitere Gedichtsammlung, die zuvor 2006 mit dem Literaturpreis des Samischen Rates ausgezeichnet wurde. Im Jahr 2000 gewann sie den Biret-Elle-Gedächtnispreis und wurde 2018 zur Kommandantin des Sankt-Olav-Ordens ernannt. Im November 2020 wurde ihre Ausstellung „Bassibáikkit“ (Heilige Stätten) im Samischen Zentrum für zeitgenössische Kunst (SDG) eröffnet. Die Ausstellung lief bis Februar 2021.

### Gedichtsammlungen
- Alit Lottit Girdilit (Blue Birds Fly), 1981 in Nordsamisch
- Biekkakeahtes Bálggis (Windless Path), 1992 in Nordsamisch
- Vindløs Sti (Windless Path), 1992 in Norwegian (Übersetzung vom Autor)
- Ábiid Eadni (The Ocean’s Mother), 1994 in Nordsamisch
- Havets Mor (The Ocean’s Mother), 1994 in Norwegisch (Übersetzung vom Autor)
- Meahci Šuvas Bohciidit Ságat (Tales Spring up from Nature's Rush), 2005 in Nordsamisch
- Av Skogens sus Spirer Nytt (Tales Spring up from Nature's Rush), 2006 in Norwegisch (Übersetzung vom Autor)
- Arktisk Lys/Artic Light, 2007 mit Alf Nilsen Børsskog, Almar Paulsen, Anstein Mikkelsen
- Ruoná Rieggá Vuol Váccašit/Under Grønn Ring Vandre (Under Green Ring Wandering), 2017 mit Erling Kittelsen

Persen veröffentlichte außerdem im Jahr 2000 Muora ii galgga sojahit eambbo go gierdá, eine Biographie des samischen Künstlers Jon Ole Andersen, die zusammen mit Bente Geving geschrieben wurde.

## Text in Lyrik-Anthologie
- Worte verschwinden / fliegen / zum blauen Licht: Samische Lyrik von Joik bis Rap. Übersetzt von Christine Schlosser. In: Johanna Domokos, Christine Schlosser, Michael Rießler (Hrsg.): Samica. Band 4. Albert-Ludwigs-Universität Freiburg, Freiburg 2019, ISBN 978-3-9816835-3-0, S. 252–269.